# مات براون
مات براون (بالإنجليزية: Matt Braun)‏ (1932، أوكلاهوما في الولايات المتحدة)؛ روائي أمريكي مُتخصّص في تاريخ الغرب الأمريكي.

## روابط خارجية
- مات براون على موقع IMDb (الإنجليزية)
- مات براون على موقع قاعدة بيانات الفيلم (الإنجليزية)